# دوماغوي بوشنياك
دوماغوي بوشنياك مواليد 9 أبريل 1995 في موستار، البوسنة والهرسك، هو لاعب كرة سلة كرواتي. بدأ مسيرته الاحترافية في سنة 2011. يلعب مع نادي سيبونا لكرة السلة. يحمل الرقم 19. يبلغ طوله 6 قدم 6 بوصة (2.0 م). لعب أيضا مع نادي زادار لكرة السلة.

## روابط خارجية
- دوماغوي بوشنياك على موقع الاتحاد الدولي لكرة السلة (الإنجليزية)
- دوماغوي بوشنياك على موقع كرة السلة الأوروبية.كوم (الإنجليزية)
- دوماغوي بوشنياك على موقع ريلجم (الإنجليزية)
- دوماغوي بوشنياك على موقع بروبوليرز (الإنجليزية)
- دوماغوي بوشنياك على موقع سبورتس رفرنس (الإنجليزية)